# ヘルブラント・ファン・デン・エークハウト
ヘルブラント・ファン・デン・エークハウト（Gerbrand van den Eeckhout、1621年8月19日 – 1674年9月29日）はオランダ黄金時代に活動した画家、版画家である。レンブラント・ファン・レインの弟子であり、アマチュアの詩人、美術収集家である。

## 略歴
アムステルダムの宝石商の息子に生まれた。1585年に宗教的な理由で、アントウェルペンからアムステルダムに移ってきたメノナイト（メノー派）の家族の出身である。1631年に母親が亡くなり、父親はオランダ東インド会社のデルフトの組合の創立者の娘と再婚した。
アルノルト・ホウブラーケンの著書によれば、ファン・デン・エークハウトはレンブラントの弟子であり、弟子の仲間にはフェルディナント・ボルやニコラース・マース、ホーファールト・フリンクがいた。ファン・デン・エークハウトの記録に残る最初の作品が1841年のものであることから、レンブラントの弟子であったのは1635年から1640年の間であったと推定されている。またレンブラントの師匠であったピーテル・ラストマンの作品の影響も見られるが、ラストマンは1633年に亡くなっているので、直接的な指導を受けてはいないことになる。
宗教や神話、文学を題材にした絵画から肖像画、風景画など様々なジャンルで多くの作品を描いた。ウィレム・バイテウェッヘ(Willem Pieterszoon Buytewech; 1591/92-1624)やエサイアス・ファン・デ・フェルデ(1587-1630)らの後を受けて、風俗画の発展に寄与し、ヘラルト・テル・ボルフ(1617-1681)やピーテル・デ・ホーホ(1629-1684)によって風俗画のスタイルは確立されることになる。
兄弟のヤン・ファン・デン・エークハウトがワイン商人として成功し、組合の理事になり、1669年に代表作のひとつの組合の4人の理事の集団肖像画を描いた。作品はよく売れるようになった。アマチュアの詩人として友人の画家、ウィレム・シェルリンクスを称える詩を作った。生涯、結婚することなく、晩年はヤン・ファン・デン・エークハウトの未亡人と暮らした。アムステルダムで亡くなった。

## 作品

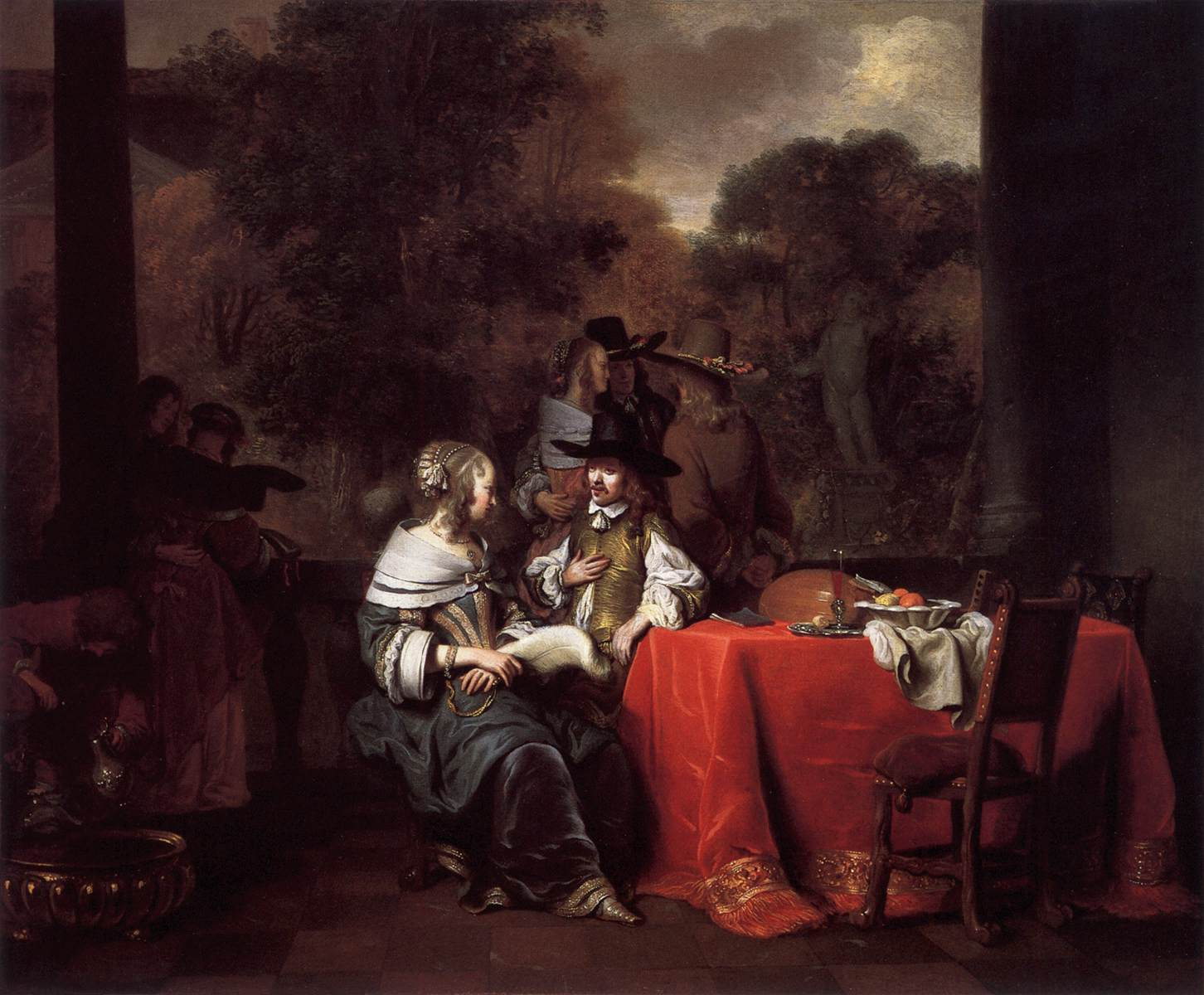
テラスでのパーティー (1652)
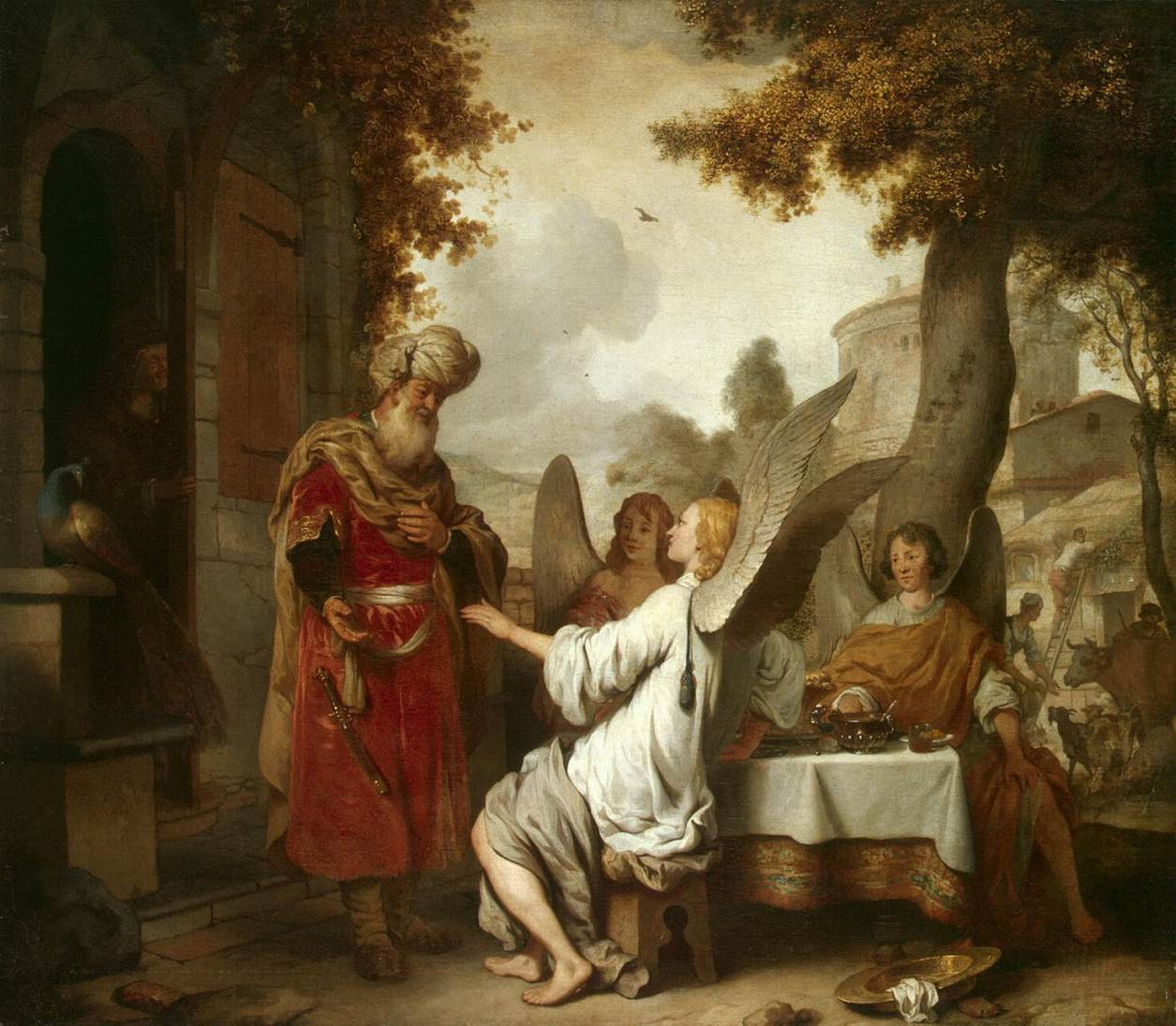
アブラハムと3人の天使　(1656)
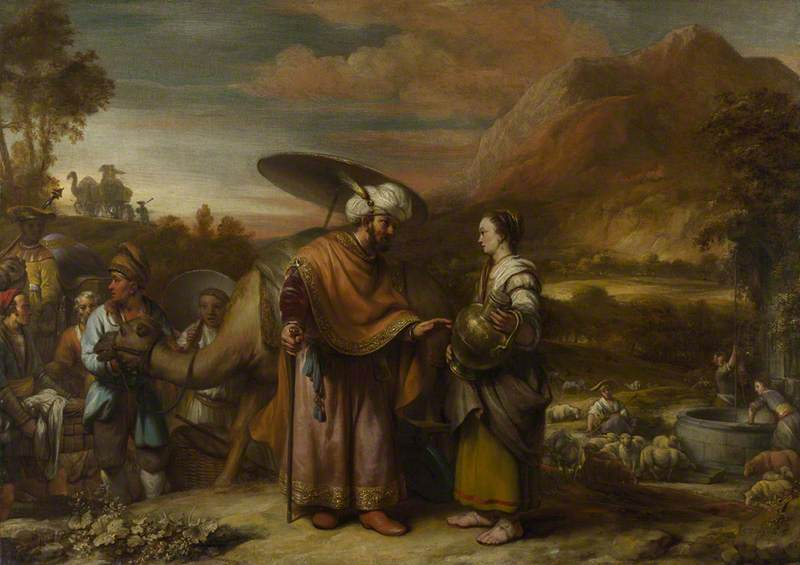
井戸のそばのリベカとエリエゼル (1661)
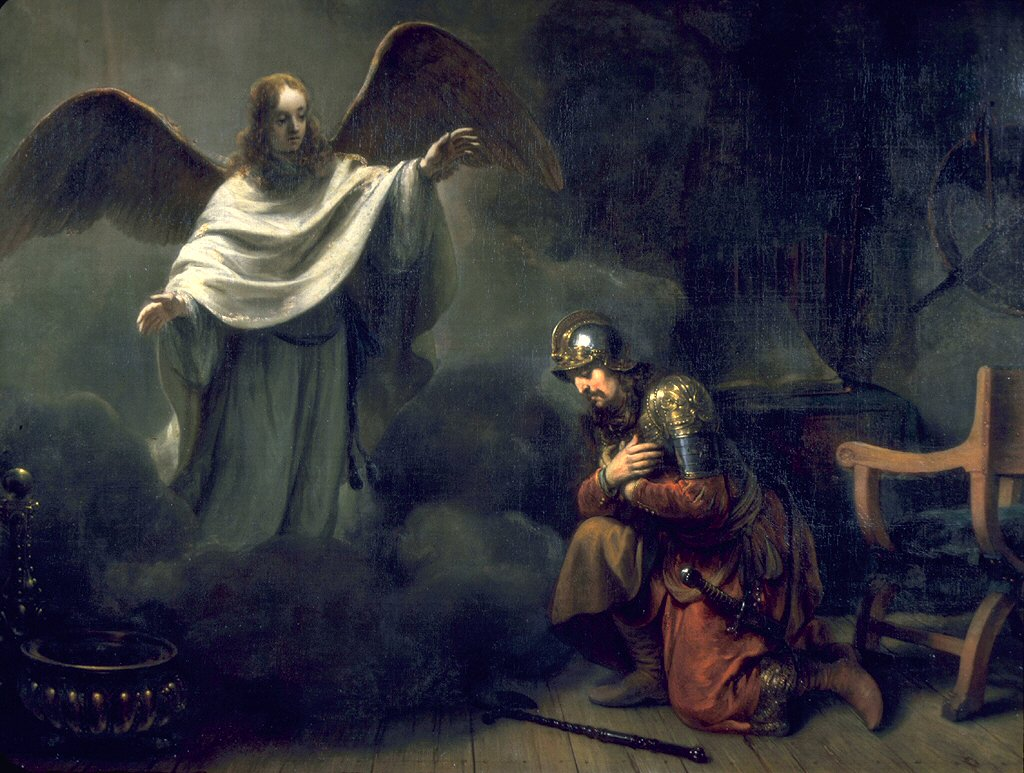
コルネリウスの夢 (1664)
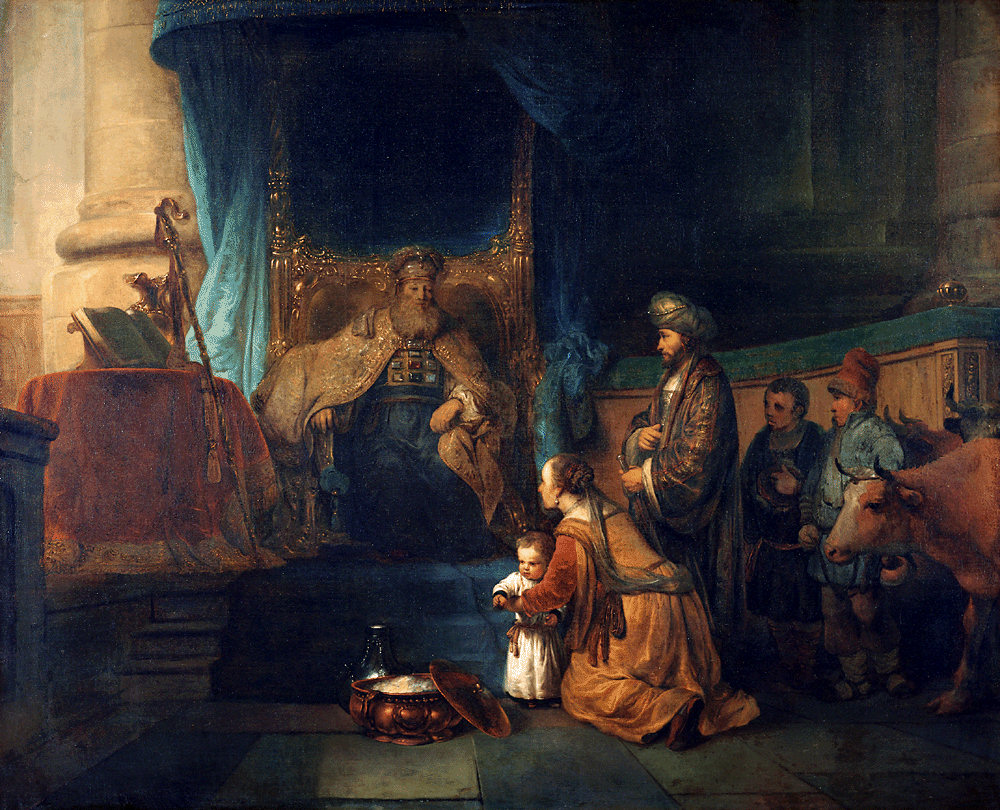
祭司エリにサムエルを使えさせるハンナ(1665)
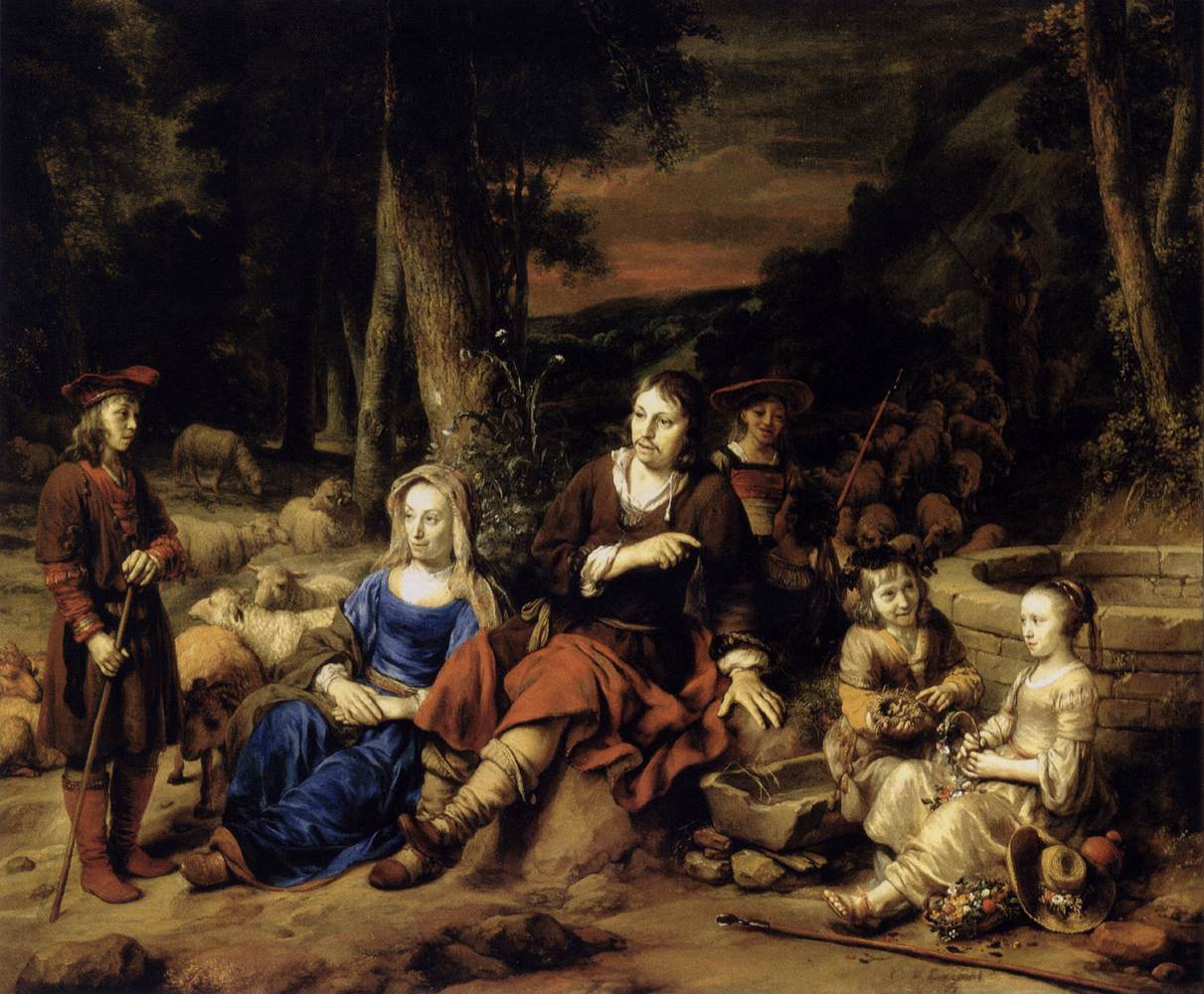
家族の肖像画 (1667)
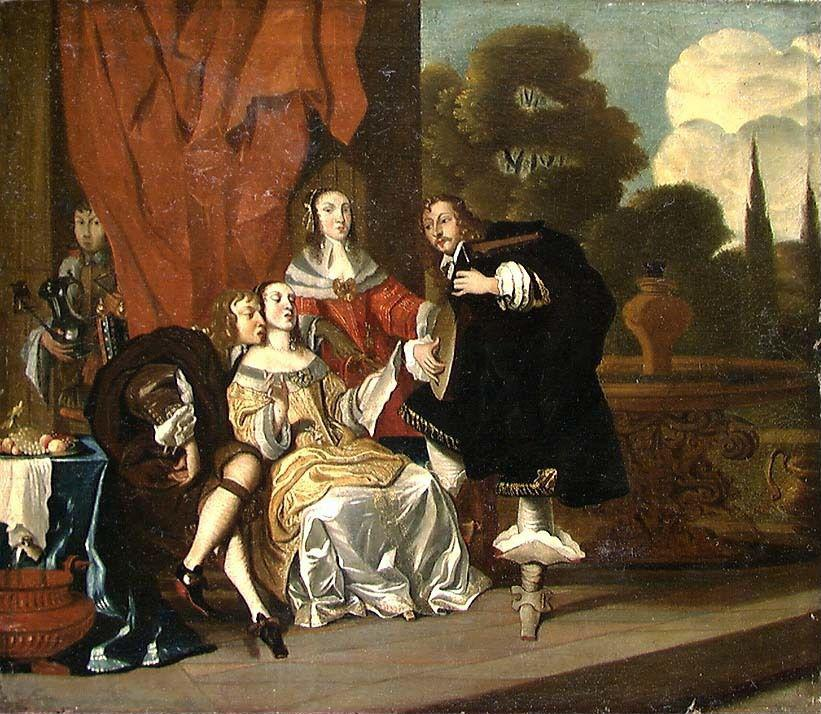
音楽の宴
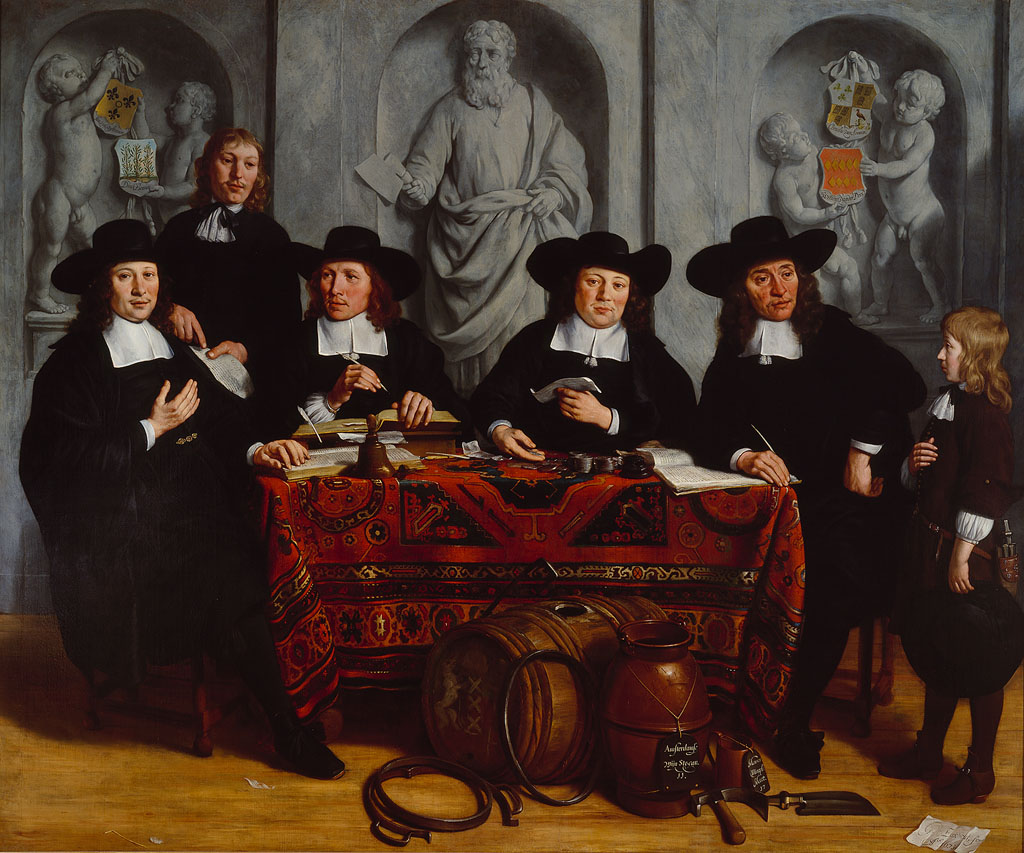
ワイン商組合の集合肖像画 (1673)